# Salicariae

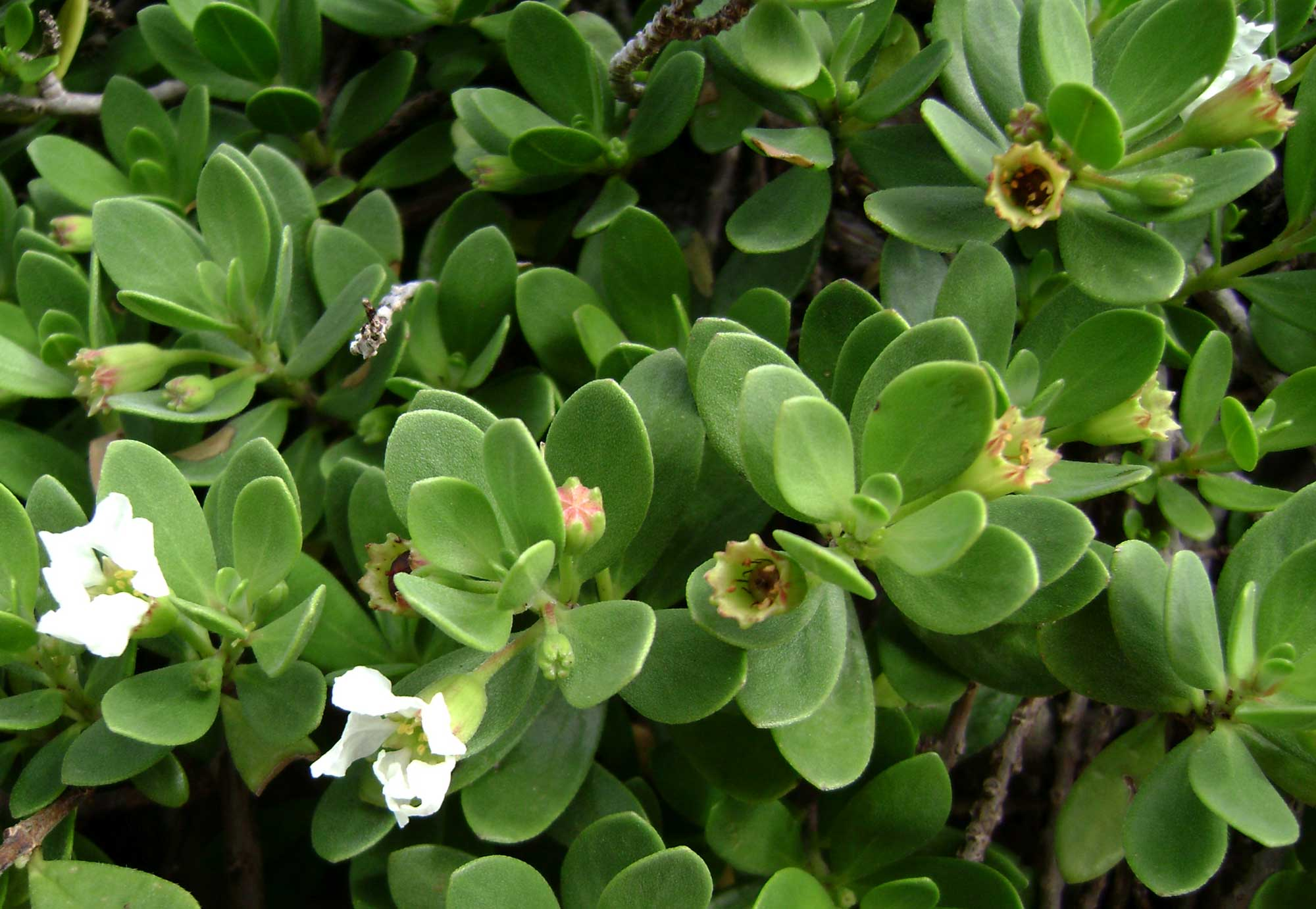
Pemphis

Salicariae, na classificação taxonômica de Jussieu (1789), é uma ordem botânica da classe Dicotyledones, Monoclinae (flores hermafroditas ), Polypetalae ( corola com duas ou mais pétalas) e estames perigínicos (quando os estames estão inseridos à volta do nível do ovário).
Apresenta os seguintes gêneros:
- Lagerstromia, Munchausia, Pemphis, Ginoria, Grislea, Lausonia, Crenea, Lythrum, Acisanthera, Parsonsia,  Cuphea, Isnardia, Ammannia, Glaux, Peplis.